# José Luís Jesus
José Luís Jesus (Ribeira Grande, 20 settembre 1950) è un politico e diplomatico capoverdiano, ministro degli esteri di Capo Verde dal 1998 al 1999 e magistrato presso il tribunale internazionale del diritto del mare dal 1999.

## Biografia
José Luís Jesus si è laureato in giurisprudenza nel 1978 presso l'università di Lisbona, per poi perfezionare i propri studi in diritto internazionale e in scienze politiche presso la St. John's University di New York nel 1985. Ha rappresentato il proprio paese in diverse agenzie dell'ONU, per poi divenire ambasciatore in Portogallo, Spagna e Israele. Nominato segretario di Stato per gli affari esteri e per la cooperazione nel 1996, dopo due anni viene nominato ministro degli esteri; incarico che ricopre sino al 1999, anno in cui viene nominato giudice presso il tribunale internazionale del mare. Durante tale mandato, ricopre l'incarico di presidente di tale organismo dal 2008 sino al 2011.